# Catedral basílica de Nuestra Señora (Kabgayi)
La Catedral Basílica de Nuestra Señora o bien Catedral de Nuestra Señora de la Inmaculada Concepción (en francés:  Cathédrale Notre-Dame-de-l'Immaculée-Conception de Kabgayi) es la catedral católica de Kabgayi en el centro del país africano de Ruanda y el asiento de la diócesis de Kabgayi. Está dedicada a la Inmaculada Concepción y fue erigida como basílica menor el 22 de octubre de 1992.

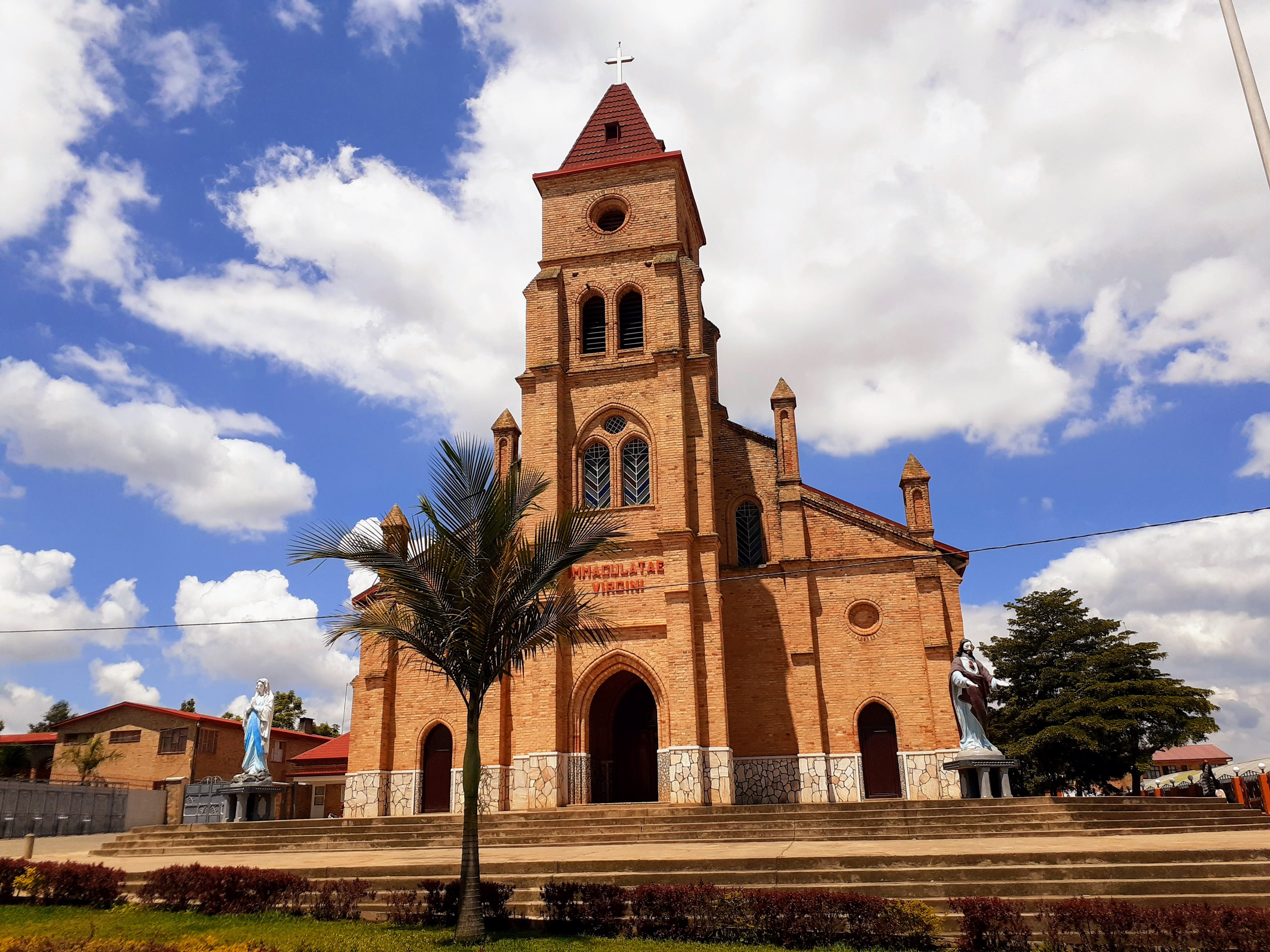
Kiliziya ya KABGAYI

La Catedral basílica, fue construida de ladrillo rojo por los religiosos de la Sociedad de Misioneros de África en Kabgayi, misión dependiente y por primera vez establecida en el país en 1905 en el momento en el que el territorio era conocido como África Oriental Alemana. Se dedicó en abril de 1923 por el obispo Léon-Paul Classe. La ceremonia fue atendido por las autoridades coloniales belgas (potencia colonial desde la derrota alemana de 1916) y el rey Musinga, y una gran multitud de personas locales, escolares y gente de la misión. Los lados del ábside tienen frescos que representan la vida de Jesús, mientras que los pasillos de la catedral están decorada con mosaicos que representan la crucifixión de Cristo.
Junto a la catedral hay un monumento del genocidio en Ruanda. Kabgayi es el centro de un programa de reconciliación con la juventud establecido por los Servicios de Ayuda Católicos de Estados Unidos.
Su obispo actual es Monseñor Smaragde Mbonyintege desde 2006.

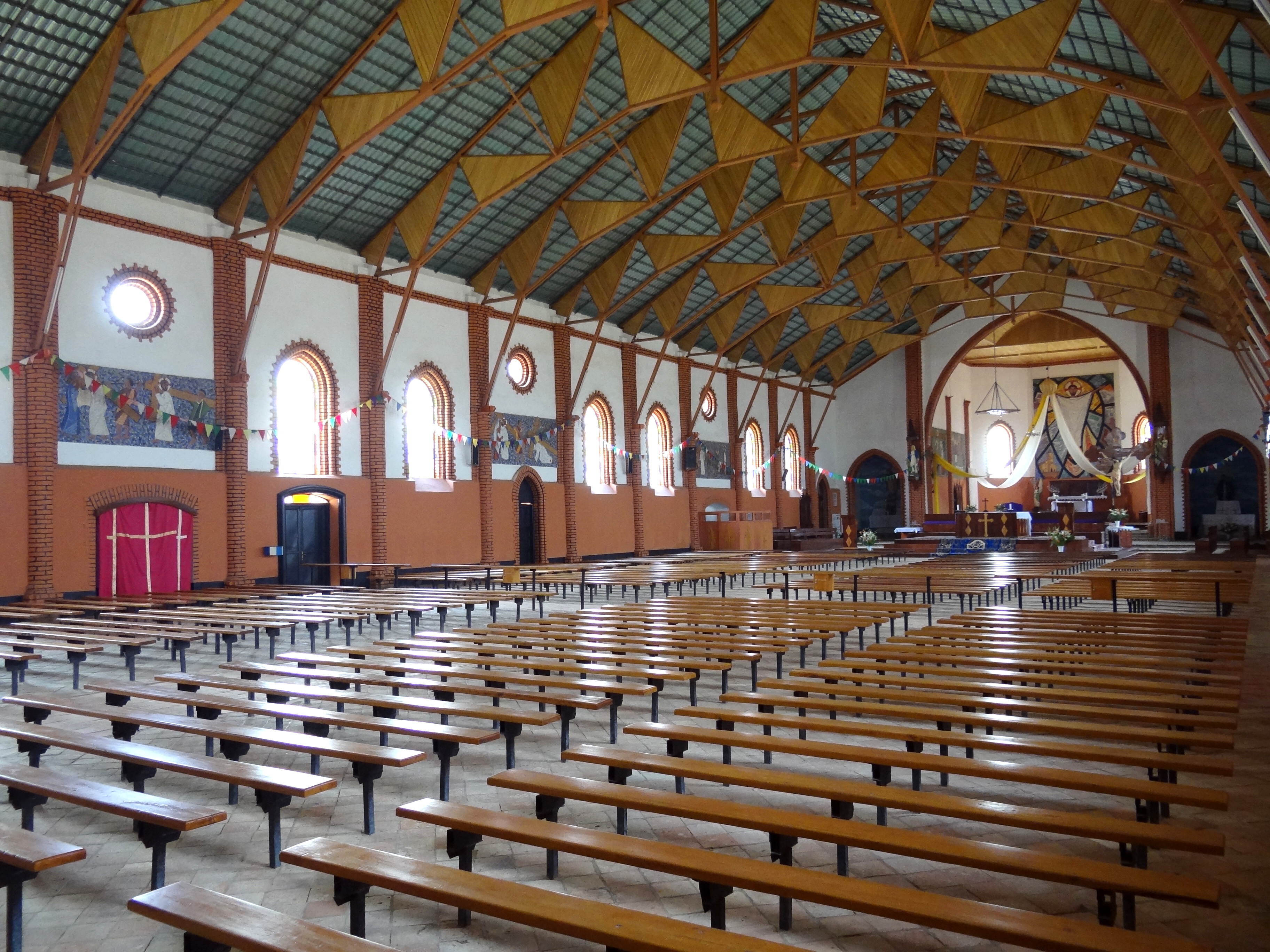
Vista interna del Templo